# Bugbrooke St Michaels F.C.
Bugbrooke St Michaels F.C. là câu lạc bộ bóng đá Anh tọa lạc ở Bugbrooke, gần Northampton, Northamptonshire. Họ là thành viên của United Counties League Division One.

## Lịch sử
Bugbrooke St Michaels Football Club được thành lập năm 1929. CLB gia nhập United Counties League Division One năm 1987, và vô địch ở mùa giải 1998–99, thăng hạng lên Premier Division. Ở mùa giải 1999–2000, họ đến được vòng 1 của FA Vase. CLB bị xuống hạng Division One năm 2002. Bugbrooke vào đến chung kết của Northamptonshire Junior Cup mùa giải 2008–09, và thua 3–1 trước Peterborough Northern Star. Ở mùa giải 2009–10, Bugbrooke tạo nên lịch sử khi đặt chân đến vòng 2 của FA Vase. Mùa giải 2012–13, CLB đạt đến vòng sơ loại thứ nhất của FA Cup lần đầu tiên trong lịch sử CLB.

## Các danh hiệu
- United Counties League Division One[1]
  - Vô địch: 1998–99
- Northamptonshire Junior Cup
  - Vô địch: 1989-1990
  - Á quân: 2008–09

## Các kỉ lục
- FA Cup[1]
  - Vòng sơ loại thứ 1: 2012–13
- FA Vase
  - Vòng 2: 2009–10